# Добродошли у Сарајево
Добродошли у Сарајево је ратна драма из 1997. редитеља Мајкла Винтерботома, по сценарију Френка Котрела Бојса, а заснована је на књизи Наташина прича Мајкла Николсона. У филму играју Стивен Дилан, Вуди Харелсон, Мариса Томеј, Емира Нушевић, Кери Фокс, Горан Вишњић, Џејмс Незбит и Емили Лојд.
Добродошли у Сарајево је имао светске премијере у Кану и на Међународном филмском фестивалу у Торонту у мају и септембру 1997. године, а у Великој Британији је објављен 21. новембра 1997, а у Сједињеним Државама 26. новембра 1997. у издању Мирамакса.

## Прича
1992. репортер ИТН-а Мајкл Хендерсон путује у Сарајево, главни град Босне и Херцеговине под опсадом, током рата који је у току. Тамо упознаје америчку звезду новинара Џимија Флина у потрази за најузбудљивијим причама и сликама.
Хендерсон и Флин имају пријатељске разговоре и разлике у интервалима између извештавања. Одседају у хотелу Холидеј Ин, који је био примарни хотел за штампу у Сарајеву током опсаде. Након што се претходни преводилац покаже корумпиран и неспособан, ИТН ангажује Риста Бавића за Хендерсоновог преводиоца.
Њихов рад им омогућава мучне и несметане погледе на страдање Сарајлија. Ситуација се мења када Хендерсон сними репортажу из Љубице Ивезић, сиротишта које се налази на првој линији фронта, у којем две стотине деце живи у очајним условима. Након што све неселективнији напади не успевају да постану главна прича у Уједињеном Краљевству, Хендерсон чини сиротиште својом главном причом како би покушао да скрене пуну пажњу на рат и подстакне евакуацију деце на сигурно.
Када америчка хуманитарна радница Нина организује евакуацију сарајевске деце аутобусима у Италију, коју су одобриле УН, Хендерсон је убеђује да укључи Емиру, бошњачку девојчицу из сиротишта, којој је Хендерсон обећао да ће се евакуисати. Нина зна да је то незаконит чин – дозвољени су само трансфери рођацима у иностранству – али директор сиротишта то дозвољава због очајних околности. Хендерсон и његов сниматељ прате евакуацију под изговором да је покривају као вијест. Међутим, босански Срби ометају евакуацију на неколико тачака дуж њене руте. У коначном малтретирању, наоружани четници заустављају аутобус, бирају и насилно искрцавају децу Бошњаке муслимане и одвозе их својим камионом, вероватно да би их убили.
Хендерсон се враћа кући у Лондон са Емиром, усвајајући је у своју породицу. После неколико месеци, Хендерсон добија вест од бившег продуцента из Сарајева да Емирина отуђена мајка жели да је врати. Хендерсон, која није знала да јој је мајка жива, враћа се у Сарајево, сада вођена не само опсадом, већ и организованим криминалом, и тражи Ристу, који је постао босански војник.
Хендерсон га моли да помогне у проналажењу Емирине мајке. Од рођака откривају да је Емиру као бебу њена мајка ставила у сиротиште под породичним притиском. Када Риста у својој кући убије снајпериста, Хендерсон тражи помоћ од Жељка, консијержа у Холидеј Ину, коме је Хендерсон помогао у прошлости. Жељко преговара о улицама и препрекама које воде до Емирине мајке, која очајнички жели да девојчица живи са њом. Међутим, она је убеђена да је Емира срећна у Енглеској и да потписује папире за усвајање.
Изразита шала у филму је навођење званичника УН-а да је Сарајево тек 14. најгора криза на свету. Усред филма, Харун, Ристов пријатељ виолончелиста, каже да би одсвирао концерт на улицама Сарајева када оно буде проглашено за најгоре место на Земљи. Иако признаје опасност, тврди да ће „људи умирати срећни слушајући моју музику“. Филм се завршава тако што Харун држи "концерт мира" на брду изнад Сарајева, свирајући виолончело стотинама Сарајлија. Међу присутнима су Хендерсон, Флин и неколико деце из сиротишта. Хендерсон се тужан осмехује Харуну; Концерт је прелеп, али значи и да је Сарајево заиста постало најгоре место на свету.
Завршни записи говоре да Емира још увек живи у Енглеској.

## Улоге
| Глумац          | Улога           |
| --------------- | --------------- |
| Стивен Дилан    | Мајкл Хендерсон |
| Вуди Харелсон   | Џими Флин       |
| Мариса Томеј    | Нина            |
| Емира Нушевић   | Емира           |
| Кери Фокс       | Џејн Карсон     |
| Горан Вишњић    | Ристо Бавић     |
| Џејмс Незбит    | Грег            |
| Игор Џамбазов   | Џекет           |
| Гордана Гаџић   | гђа. Савић      |
| Џулијет Обри    | Хелен Хендерсон |
| Дражен Шивак    | Жељко           |
| Весна Орел      | Мунира Хоџић    |
| Давор Јањић     | Драган          |
| Лабина Митевска | Соња            |
| Николина Кујача | Невеста         |
| Петре Арсовски  | Џои             |
| Мајда Тушар     | пекарка         |

## Стил
Мајкл Винтерботом брутално приказује догађаје. У уводној секвенци је снајперски напад на свадбену поворку. Друге шокантне секвенце укључују Хендерсона који је наишао на масакр на фарми, официра босанских Срба који ноншалантно погубљује групе Бошњака и Хендерсонов долазак непосредно након првог од масакра на Маркалама .
Снимљен само неколико месеци након рата на локацијама у Сарајеву и Хрватској, филм користи праве рушевине и ратне остатке како би филму дао осећај аутентичности. Многе сцене ликова који сведоче и извештавају о уличном покољу испреплетене су видео снимцима историјских догађаја.

## Музика
У филму су коришћена два надалеко позната музичка дела. „Don't Worry, Be Happy“ Бобија Мекферина игра се против сцена опсаде Сарајева, где су људи рањени бомбама, крв свуда по улицама итд. Други комад је "Адађо у г - молу" Рема Ђазота, заснован на фрагменту Сонате у г - молу Томаза Ђованија Албинонија. Рок химне из 1960-их коришћене су као део звучних записа у филмовима из доба Вијетнамског рата као што су Апокалипса сада и Вод. Химне које се користе у филму Добродошли у Сарајево биле су популарне ближе ери филма.

## Пријем
На веб локацији агрегатора рецензија Rotten Tomatoes, филм има оцену одобравања од 78% на основу 36 рецензија, са просечном оценом 6,8/10. На Метакритик-у, филм има просечну оцену од 72 од 100 на основу 24 критичара, што указује на „генерално повољне критике“.
Лиса Шварзбаум је дала Добродошли у Сарајево "А-". Тајм Аут је редитеља филма назвао "оштрим [и] ригорозно несентименталним режисером", додајући да је "био добар избор за [Добро дошли у Сарајево]". Марк Савлов похвалио је филм зато што је „[покренуо нека тешка питања о чистој немогућности страних дописника да остану верни својој новинарској неутралности у ратној зони“. Едвард Гутман из назвао је филм „убедљивим, али збрканим филмом који испитује границу између новинарске невезаности и страсти“.

## Награде и номинације
Филм је имао светску премијеру 9. маја на Филмском фестивалу у Кану 1997. Номинован је за Златну палму и Златни Хуго на Међународном филмском фестивалу у Чикагу. Награђен је „Специјалним признањем за изврсност у филмском стваралаштву“ од стране Националног одбора за ревизију (САД) током 69. доделе награда Националног одбора за ревизију (1997) .